# Gilles Lemay
Gilles Lemay (Sainte-Emmélie, 24 de febrero de 1948) es un eclesiástico, ex misionero y teólogo católico canadiense. Fue obispo de Amos, desde 2011 hasta 2023, y obispo auxiliar de Quebec, de 2005 a 2011.

## Biografía
Gilles nació el 24 de febrero de 1948 en la parroquia Sainte-Emmélie, del municipio canadiense de Leclercville. Hijo del matrimonio de Jean-Marc J. Lemay y Adrienne Guimond, siendo el segundo de diecisiete hijos.
Cursó estudios de música clásica en el Petit Séminaire de Québec de 1960 a 1968, ingresando en el Grand Séminaire de Québec. 
Tras realizar estudios en la Universidad Laval, obtuvo una licenciatura en Teología.

### Sacerdocio
Su ordenación fue el 18 de junio de 1972, en su parroquia natal, a manos del obispo Laurent Noël.
Como sacerdote desempeñó los siguientes ministerios:
- Vicario parroquial de Saint-Eugène de Vanier (1972-1982).
- Secretario-animador de la Región Pastoral Lotbinière-Bois-Francs (1982-1984).
- Miembro y superior del equipo de sacerdotes diocesanos que trabajaban en misión en Paraguay (1984-1999).
- Párroco en Luque.[1]
- Párroco de Saint-Étienne, Saint-Nicolas y Très-Saint-Rédempteur (1999-2005).

### Episcopado
El 11 de febrero de 2005, el papa Juan Pablo II lo nombró obispo titular de Eguga y obispo auxiliar de Quebec. Fue consagrado el 10 de abril del mismo año, a manos del cardenal-arzobispo Marc Ouellet.
El 22 de febrero de 2011, el papa Benedicto XVI lo nombró obispo de Amos. Tomó posesión canónica el 15 de abril siguiente. 
- Administrador apostólico sede vacante de Rouyn-Noranda (2019-2020).[3]

El 16 de septiembre de 2023, el papa Francisco aceptó su renuncia, como obispo de Amos, nombrado a su sucesor al mismo tiempo.